# ソワソンの戦い

481年頃のガリア
ローマ人領（ソワソン管区）
フランク人（フランク王国）
アラマンニ人
アルモリカ
ブルグント人（ブルグント王国）
西ゴート王国

ソワソンの戦い（ソワソンのたたかい）は、西暦486年、クロヴィス率いるフランク族と、シアグリウス率いるソワソン管区との間に起こった戦いである。戦いはフランク族の勝利に終わり、以後フランク族がガリアに覇権を確立する試金石となった。
シアグリウスは、ガリアにおける軍司令官（マギステル・ミリトゥム）だったアエギディウスの息子で、父がローマ帝国の代官を追放して押領したロワール川とソンムの間の地域（ソワソン管区）を維持し、476年から480年にかけての西ローマ帝国の最終的な崩壊の時代において、帝国から独立した独自の支配領域の長としてドゥクス（領主）を名乗っていた人物である。
ソワソンは、ゲルマン民族の大移動の時代にあってなおその基盤は安定していたが、同時に彼らの北東の隣人であるフランク族にとっては誘惑的な地域でもあった。フランク族の領域は、ローマ文化のほぼ及ばないライン川東北岸にあり、その広さはシアグリウスの領域とほぼ同程度だったが、内部は小王国に分かれていた。
それでもクロヴィスは、何とかシアグリウスの軍隊に十分対抗しうるフランク族を集め、場所と時を告げてシアグリウスに挑戦した。トゥールのグレゴリウスによると、この時フランク王の一人キャラリックは、軍を率いて進軍してきたものの、勝者との同盟を望み、戦場からは離れていたと伝えられる。
戦いはクロヴィスとフランク族の決定的な勝利に終わり、シアグリウスは西ゴート族のアラリック2世の下に庇護を求め逃走したが、アラリック2世は、戦争をほのめかして引渡しを要求するクロヴィスに応じ、シアグリウスを捕らえてフランク族に引き渡した。

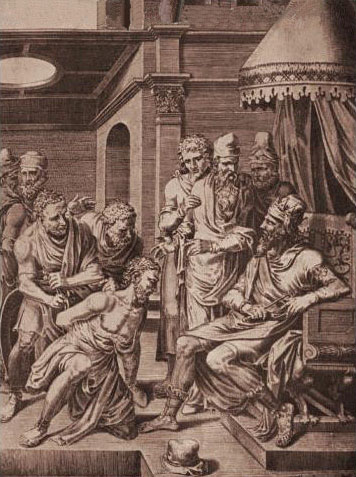
クロヴィスの前に引き出されるシアグリウス

この戦いの結果、フランク族の領域はほぼ二倍に拡大し、その境界はロワール川の北に至り、西ゴート族の領域に隣接する事になった。最終的に西ゴート族は、507年のヴイエの戦いに敗北し、ピレネー山脈の南に退く事を余儀なくさせられる。
この後、クロヴィスはキャラリックに対して兵を起こし、彼とその息子を捕らえ、剃髪と聖職につく事を強制する。グレゴリウスによると、キャラリックとその息子が、力を蓄えて再起する旨について交わした密談がクロヴィスに報告され、クロヴィスは彼らを処刑し、彼らの王国と財産を併合したと伝えられる。